# ديريك جيفرسون
ديريك جيفرسون (بالإنجليزية: Derrick Jefferson)‏ مواليد 10 مارس 1968، هو ملاكم أمريكي يصنف ضمن فئة الوزن الثقيل.

## المسيرة الاحترافية
من نزالاته:
- خسر أمام فلاديمير كليتشكو بالضربة الفنية القاضية (2001/03/24).
- خسر أمام أوليغ ماسكايف بالضربة الفنية القاضية (2000/05/20).
- خسر أمام ديفيد إيزونريتي بالضربة الفنية القاضية (2000/01/15).

## إحصائيات
خاض خلال مسيرته 33 نزالا، فاز في 28 وتعادل في 1 وخسر في 4. فاز بالضربة القاضية في 21 نزالا.

## روابط خارجية
- ديريك جيفرسون على موقع بوكس ريك (الإنجليزية) (registration required)